# Хазнидон (река)
Хазнидон (осет. Хæзнидон — река изобилия/богатства, карач.-балк. Хызны-суу) — река в Кабардино-Балкарии и Северной Осетии. Длина реки — 42 км, площадь водосборного бассейна — 232 км².
Исток реки расположен на высоте более 3000 м в ледниках Кабардино-Балкарского высокогорного заповедника, впадает в реку Урух (бассейн Терека). На всём протяжении имеет горный характер. Питание в основном ледниковое. Крупнейшие притоки Лахумедон и Туяга. На реке расположены населённые пункты: Ташлы-Тала и Хазнидон (у устья).